# Queen’s Royal Regiment (West Surrey)
Das Queen’s Royal Regiment (West Surrey) war ein Linieninfanterieregiment der Englischen bzw. Britischen Armee, das von 1661 bis 1959 bestand. Es war das älteste Linieninfanterieregiment Englands und nach dem 1633 in Schottland gegründeten Regiment der Royal Scots das zweitranghöchste Linieninfanterieregiment der Britischen Armee.

## Geschichte

### Tanger 1661–1684
Im Mai 1661 heiratete der wieder eingesetzte König Karl II. die portugiesische Prinzessin Katharina von Braganza. Durch diese Verbindung erlangte er portugiesische Besitzungen in Bombay (heute Indien) und Tanger (heute Marokko). Daraufhin erhielt Henry Mordaunt, 2. Earl of Peterborough mit Royal Warrant den königlichen Auftrag, als Colonel ein Infanterieregiment aufzustellen, das Tanger in Besitz nehmen und als dortige Garnison dienen sollte. Die Anwerbung von Rekruten begann im September 1661, am 14. Oktober 1661 wurden die Rekruten in Putney in Surrey (heute ein Vorort von London) erstmals angemustert und am 4. November 1661 rückte das Regiment zur Verschiffung nach Portsmouth aus. Im Januar 1661 erreichte das Regiment Tanger. Unter dem Druck der marokkanischen Alawiden-Sultane gaben die Engländer Tanger im Frühjahr 1684 auf und zogen das Regiment nach England zurück.
Damals war es üblich, englische Regimenter nach dem Namen ihres jeweils aktuellen Colonels zu benennen, so hieß das Regiment zunächst nach Henry Mordaunt, 2. Earl of Peterborough Earl of Peterborough’s Regiment of Foot, nach dessen Ablösung durch Andrew Rutherford, 1. Earl of Teviot ab 1663 Earl of Teviot’s Regiment of Foot und nach dessen Nachfolger Henry Norwood ab 1664 Norwood’s Regiment of Foot (da dieser parallel auch Vizegouverneur (englisch Lieutenant Governor) und dessen Nachfolger bis 1675 auch Gouverneur (englisch Governor) von Tanger waren, wurde auch die Bezeichnung Lieutenant Governor’s Regiment bzw. Governor’s Regiment verwendet), etc. Parallel wurde das Regiment nach seinem Einsatz als Garnison in Tanger (englisch Tangier) auch Tangier Regiment bzw. von 1675 bis 1684 in Unterscheidung zu weiteren inzwischen dort stationierten Regimentern 1st Tangier Regiment genannt.

### Großbritannien
Nach der Rückkehr des Regiments nach England erhielt es zu Ehren der Queen Consort Katharina von Braganza am 1. Mai 1684 den Titel The Queen’s Regiment of Foot, der nach deren Verwitwung durch den Tod König Karls II. 1685 entsprechend zu The Queen Dowager’s Regiment of Foot geändert wurde. Vermutlich in dieser Zeit erhielt auch das Regiment das Regimentsabzeichen des Osterlamms, von dem und dem Namen des damaligen Regiments-Colonels Piercy Kirke der Spitzname Kirke’s Lambs herrührt.
1703 wurde das Regiment in The Queen’s Royal Regiment of Foot umbenannt. 1715 erhielt es zu Ehren von Caroline von Brandenburg-Ansbach (Gattin des George, Prince of Wales) den Titel The Princess of Wales’s Own Regiment of Foot, der als ihr Gatte 1727 als Georg II. König wurde, entsprechend zu The Queen’s Own Regiment of Foot geändert wurde. Als im Rahmen der „Clothing Regulations“ 1747 die Benennung der Regimenter nach ihrem Colonel zugunsten einer Nummerierung abgeschafft wurde, wurde das Regiment als protokollarisch zweitältestes der British Army zum 2nd Regiment of Foot und erhielt durch Royal Warrant 1751 den Namen 2nd (The Queen’s Royal) Regiment of Foot.
Im Rahmen der Childers-Reformen 1881 wurde das Regiment der Westhälfte der Grafschaft Surrey zugeteilt und in The Queen’s (Royal West Surrey) Regiment umbenannt. 1921 wurde der Name zu The Queen’s Royal Regiment (West Surrey) geändert. Ab 1950 hieß das Regiment The Queen’s Royal Regiment, und 1959 wurde das Regiment mit dem anderen Regiment der Grafschaft Surrey, dem East Surrey Regiment, zum Queen’s Royal Surrey Regiment zusammengeschlossen.

### Nach 1959
Das Queen’s Royal Surrey Regiment wurde am 31. Dezember 1966 mit den Queen’s Own Buffs, dem Royal Kent Regiment, dem Royal Sussex Regiment und dem Middlesex Regiment zum Queen’s Regiment zusammengefasst. 1992 wurde das Queen’s Regiment mit dem Royal Hampshire Regiment zum Prince of Wales’s Royal Regiment zusammengelegt.

## Name des Regiments im Laufe der Zeit
➤ 1661–1675: Tangier Regiment
- 1661–1663: The Earl of Peterborough’s Regiment of Foot
- 1663–1664: The Earl of Teviot’s Regiment of Foot (auch Teviot’s English Regiment)
- 1664–1668: Norwood’s Regiment of Foot (auch The Lieutenant Governor’s Regiment of Foot)
- 1668–1675: The Earl of Middleton’s Regiment of Foot (auch The Governor’s Regiment of Foot)

➤ 1675–1684: 1st Tangier Regiment
- 1675–1680: The Earl of Inchiquin’s Regiment of Foot
- 1680: Fairborne’s Regiment of Foot
- 1682–1691: Kirke’s Regiment of Foot

➤ 1684: The Queen’s Regiment of Foot

➤ 1685–1703: The Queen Dowager’s Regiment of Foot
- 1691–1701: Selwyn’s Regiment of Foot
- 1701–1703: Belasyse’s Regiment of Foot

➤ 1703–1715: The Queen’s Royal Regiment of Foot
- 1703–1710: The Earl of Portmore’s Regiment of Foot
- 1710–1741: Piercy Kirke’s Regiment of Foot

➤ 1727–1747: The Queen’s Own Regiment of Foot
- 1741–1747: Fowke’s Regiment of Foot
- 1747–1751: 2nd Regiment of Foot
- 1751–1881: 2nd (The Queen’s Royal) Regiment of Foot
- 1881–1921: The Queen’s (Royal West Surrey) Regiment
- 1921–1950: The Queen’s Royal Regiment (West Surrey)
- 1950–1959: The Queen’s Royal Regiment

## Battle Honours
Das Regiment nahm im Laufe seiner Geschichte an zahlreichen Feldzügen und Schlachten teil und wurde mit den folgenden Battle Honours ausgezeichnet (englische Originalbezeichnungen):

Tangier 1662–80, Namur 1695, Ushant, Egypt, Vimiera, Corunna, Salamanca, Vittoria, Pyrenees, Nivelle, Toulouse, Peninsula, Ghuznee 1839, Khelat, Affghanistan 1839, South Africa 1851-2-3, Taku Forts, Pekin 1860, Burma 1885–87, Tirah, Relief of Ladysmith, South Africa 1899–1902,
Mons, Retreat from Mons, Marne 1914 ’18, Aisne 1914, Ypres 1914 ’17 ’18, Langemarck 1914, Gheluvelt, Aubers, Festubert 1915, Loos, Somme 1916 ’18, Albert 1916 ’18, Bazentin, Delville Wood, Pozières, Guillemont, Flers-Courcelette, Morval, Thiepval, Le Transloy, Ancre Heights, Ancre 1916 ’18, Arras 1917 ’18, Scarpe 1917, Bullecourt, Messines 1917, Pilckem, Menin Road, Polygon Wood, Broodseinde, Passchendaele, Cambrai 1917 ’18, St. Quentin, Bapaume 1918, Rosières, Avre, Villers Bretonneux, Lys, Hazebrouck, Bailleul, Kemmel, Soissonais Ourcq, Amiens, Hindenburg Line, Épéhy, St. Quentin Canal, Courtrai, Selle, Sambre, France and Flanders 1914–18, Piave, Vittorio Veneto, Italy 1917–18, Suvla, Landing at Suvla, Scimitar Hill, Gallipoli 1915, Rumani, Egypt 1915–16, Gaza, El Mughar, Jerusalem, Jericho, Tell ’Asur, Palestine 1917–18, Khan Baghdadi, Mesopotamia 1915–18, N W Frontier India 1916–17,
Afghanistan 1919,
Defence of Escaut, Villers Bocage, Mont Pincon, Lower Maas, Roer, North-West Europe 1940 ’44–45, Syria 1941, Sidi Barrani, Tobruk 1941, Tobruk Sortie, Deir el Munassib, El Alamein, Advance on Tripoli, Medenine, Tunis, North Africa 1940–43, Salerno, Monte Stella, Scafati Bridge, Volturno Crossing, Monte Camino, Garigliano Crossing, Damiano, Anzio, Gothic Line, Gemmano Ridge, Senio Pocket, Senio Floodbank, Casa Fabri Bridge, Menate, Filo, Argenta Gap, Italy 1943–45, North Arakan, Kohima, Yenangyaung 1945, Sittang 1945, Chindits 1944, Burma 1943–45.

## Colonels
Einziger Colonel-in-Chief des Regiments war von 1937 bis 1953 Queen Mary, die Witwe Georgs V.
Colonel of the Regiment waren:
- 1661–1663: Colonel Henry Mordaunt, 2. Earl of Peterborough
- 1663–1664: Colonel Andrew Rutherford, 1. Earl of Teviot
- 1664–1668: Lieutenant-General Henry Norwood
- 1668–1675: Lieutenant-General John Middleton, 1. Earl of Middleton
- 1675–1680: Colonel William O’Brien, 2. Earl of Inchiquin
- 1680: Colonel Sir Palmes Fairborne
- 1682–1691: Lieutenant-General Piercy Kirke
- 1691–1701: Major-General William Selwyn
- 1701–1703: Lieutenant-General Sir Henry Belasyse
- 1703–1710: General David Colyear, 1. Earl of Portmore
- 1710–1741: Lieutenant-General Piercy Kirke
- 1741–1755: Lieutenant-General Thomas Fowke
- 1755–1760: Major-General Hon. John Fitzwilliam
- 1760–1777: Lieutenant-General Sir Charles Montagu
- 1777–1793: Lieutenant-General Daniel Jones
- 1793–1794: Major-General Alexander Stewart
- 1794–1822: General James Coates
- 1822–1828: Major-General Sir Henry Torrens
- 1828–1834: General Sir William Keppel
- 1834–1846: General Sir James Kempt
- 1846–1853: Lieutenant-General Alexander Fraser, 17. Lord Saltoun
- 1853–1856: Lieutenant-General Sir John Rolt
- 1856–1857: Lieutenant-General Sir James Schoedde
- 1856–1877: Major-General John Spink
- 1877: General Clement Alexander Edwards
- 1877–1891: General Henry Smyth
- 1891: General Robert Bruce
- 1891–1893: Lieutenant-General Frederick Green Wilkinson
- 1893–1896: General Sir Edward Selby Smyth
- 1896–1902: Lieutenant-General Granville Chetwynd-Stapylton
- 1902–1914: General Sir Thomas Kelly-Kenny
- 1914–1920: Major-General Sir Edward Hamilton
- 1920–1929: General Sir Charles Monro, 1. Baronet
- 1920–1939: Major-General Sir Wilkinson Bird
- 1939–1945: General Sir Ivo Vesey
- 1945–1954: General Sir George Giffard
- 1954–1959: Major-General John Yeldham Whitfield